# Germán Valdés
Pour les articles homonymes, voir Valdés.
Germán Genaro Cipriano Gómez Valdés de Castillo[réf. nécessaire] (né à Mexico le 19 septembre 1915 et mort dans la même ville le 29 juin 1973), plus connu sous le nom de Tin-Tan, est un acteur, chanteur et comédien mexicain.

## Biographie
Germán Valdés a grandi et a commencé sa carrière à Ciudad Juárez (Chihuahua). Il a souvent affiché le costume pachuco et employé de l'argot pachuco dans plusieurs de ses films, dont certains avec ses frères Manuel « El Loco » Valdés et Ramón Valdés. Il a rendu la langue mexicano-américaine pachuco célèbre au Mexique. 

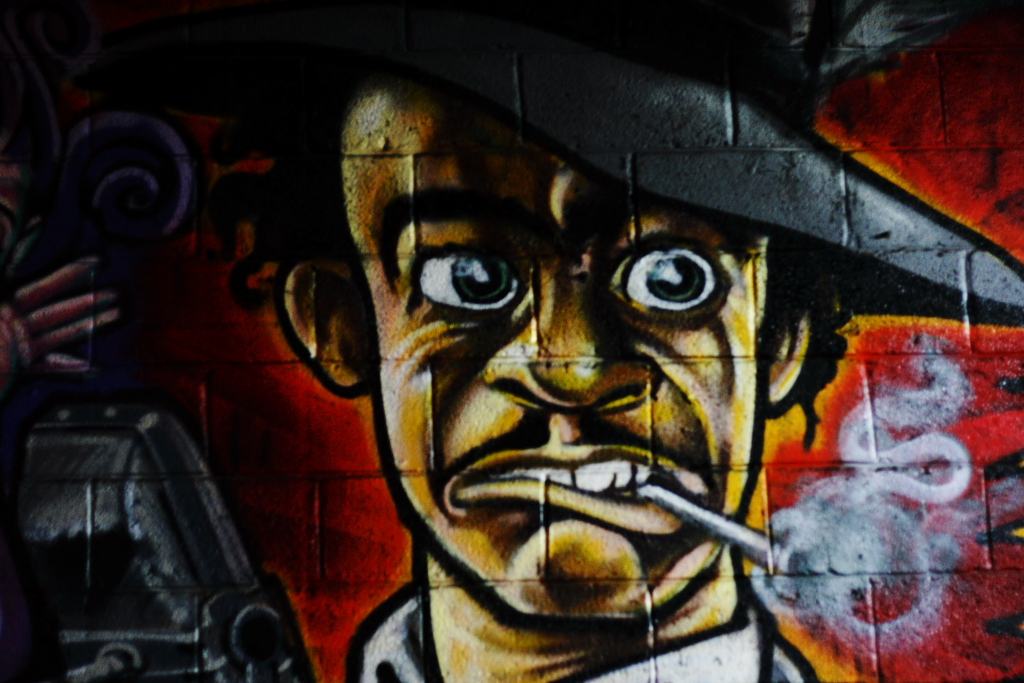
Peinture murale de Tin Tan à la Multiforo Culturel Alicia (2008).

## Filmographie
- 1944 : Hotel de verano de René Cardona
- 1945 : El hijo desobediente d'Humberto Gómez Landero : Germán Rico / Tin Tan
- 1945 : Song of Mexico de James A. FitzPatrick : Tin Tan (non crédité)
- 1946 : Hay muertos que no hacen ruido de Humberto Gómez Landero
- 1947 : Con la música por dentro de Humberto Gómez Landero : Tin Tán / Hortensia
- 1947 : El niño perdido de Humberto Gómez Landero : Agustín peón Torre y Rey, Tincito
- 1948 : Músico, poeta y loco de Humberto Gómez Landero : Tin Tan
- 1949 : Calabacitas tiernas de Gilberto Martínez Solares : Tin Tan
- 1949 : Soy charro de Levita de Gilberto Martínez Solares : Tin Tan
- 1949 : No me defiendas compadre de Gilberto Martínez Solares : Tin Tan
- 1950 : El rey del barrio de Gilberto Martínez Solares : Tin Tan
- 1950 : La Marca del zorrillo de Gilberto Martínez Solares : Tin / Le vicomte de Texmelucan
- 1950 : También de dolor se canta de René Cardona : Tin Tan
- 1950 : Simbad el Mareado de Gilberto Martínez Solares : Simbad
- 1951 : El revoltoso de Gilberto Martínez Solares : Tin Tan
- 1951 : ¡Ay amor... cómo me has puesto! de Gilberto Martínez Solares : Tin Tan
- 1951 : ¡¡¡Mátenme porque me muero!!! d'Ismael Rodríguez : Tin Tan
- 1951 : Cuando las mujeres mandan de Joseph G. Prieto
- 1952 : El ceniciento de Gilberto Martínez Solares : Valentín Gaytán
- 1952 : El bello durmiente de Gilberto Martínez Solares : Triquitrán
- 1953 : El mariachi desconocido de Gilberto Martínez Solares : Agustín
- 1954 : El Vizconde de Montecristo de Gilberto Martínez Solares : Inocencio Dantés
- 1955 : Los lios de Barba Azul de Gilberto Martínez Solares : Ricardo
- 1956 : El médico de las locas de Miguel Morayta : Apolonio Borrego
- 1957 : El gato sin botas de Fernando Cortés : Agustín Tancredo (El Gato) / Don Victorio Tancredo
- 1957 : Les Trois mousquetaires et demi (Los tres mosqueteros y medio) de Gilberto Martínez Solares : D'Artagnan
- 1958 : Refifí entre las mujeres de Fernando Cortés : Refifí
- 1959 : Vagabundo y millonario de Miguel Morayta : Antonio García / Andrés Aguilar
- 1960 : La casa del terror de Gilberto Martínez Solares : Casimiro
- 1960 : Una estrella y dos estrellados de Gilberto Martínez Solares : Tin Tán
- 1961 : El pandillero de Rafael Baledón : Pepe Álvarez del Monte
- 1962 : Pilotos de la muerte de Chano Urueta : Octano Pérez y Pérez
- 1963 : El tesoro del rey Salomón de Federico Curiel : Tin Tan
- 1964 : Face of the Screaming Werewolf de  Gilberto Martínez Solares et Rafael Portillo (en)
- 1965 : Los fantasmas burlones de Rafael Baledón : Cyril Ludovico Churchill
- 1966 : Loco por ellas de Manuel de la Pedrosa : Ángel Macías / Alberto Macías / Padre de Ángel y Alberto
- 1967 : Seis días para morir d'Emilio Gómez Muriel : José
- 1969 : Duelo en El Dorado de René Cardona : Barrera
- 1970 : El capitán Mantarraya de Germán Valdés : Capitán Mantarraya
- 1971 : El ogro d'Ismael Rodríguez : Sabas
- 1972 : Chanoc contra el tigre y el vampiro de Gilberto Martínez Solares : Tsekub Baloyán
- 1973 : Las tarántulas de Gilberto Martínez Solares : Tsekub Baloyán
- 1974 : La disputa de René Cardona Jr.
- 1975 : La mafia amarilla de René Cardona
- 1975 : Noche de muerte de René Cardona